# Serradigitus baueri
Espèce
Synonymes
- Vaejovis baueri Gertsch, 1958

Serradigitus baueri est une espèce de scorpions de la famille des Vaejovidae.

## Distribution
Cette espèce est endémique de Basse-Californie au Mexique. Elle se rencontre sur San Benito del Oeste.

## Description
Le mâle holotype mesure 31,0 mm et la femelle paratype 33,8 mm.

## Systématique et taxinomie
Cette espèce a été décrite sous le protonyme Vaejovis baueri par Gertsch en 1958. Elle est placée dans le genre Serradigitus par Sissom et Stockwell en 1991.

## Étymologie
Cette espèce est nommée en l'honneur de Harry Bauer.

## Publication originale
- Gertsch, 1958 : « Results of the Puritan-American Museum Expedition to Western Mexico. 4. The scorpions. » American Museum Novitates, no 1903, p. 1-20 (texte intégral).